# Горак, Степан Михайлович
Степан Михайлович Горак (23 октября 1920, Городок — 20 декабря 1986, Чарлстон, Иллинойс, США) — историк, библиограф

, славист, советолог. Член НТШ.
Родился в г. Городок (Львовская область). Защитил докторскую диссертацию по истории в Эрлангенском университете (ФРГ, 1949). Окончил Боннский (ФРГ, 1952) и Мичиганский (г. Детройт, США, 1960) университеты. Профессор русской и современной европейской истории Иллинойсского университета (г. Чикаго, США). Редактор журнала «Nationalities Papers» (1972—1985). Автор научных трудов по истории Брестского мира, положения национальных меньшинств, в частности украинцев, в Польше и СССР, библиографических указателей и обзоров по истории стран Восточной Европы и СССР, в том числе англоязычных публикаций, посвященных изучению национальных отношений в СССР. Умер в г. Чарльстон (штат Иллинойс, США).

## Сочинения
- Історичний шлях Росії до большевизму. Лондон, 1958;
- Poland and Her National Minorities, 1919—1939: A Case Study. New York, 1961;
- Poland’s International Affairs, 1919—1960. Bloomington, 1964;
- Ukrainian Historiography 1953—1963. «Slavic Review», 1965, vol. 24, N 2;
- Junior Slavica: A selected annotated bibliography of books in English on Russia and Eastern Europe. Rochester — New York, 1968;
- Michael Hrushevsky. Portrait of an Historian. «Canadian Slavonic Papers», 1968, vol. 10;
- Periodization and Terminology of the History of Eastern Slavs: Observations and Analyses. «Slavic Review», 1972, vol. 31, N 4;
- The Shevchenko Scientific Society, 1873—1973;
- Contributor to the Birth of a Nation. «East European Quarterly», 1973, vol. 7, N 3;
- Вклад НТШ в українську історіографію: (нарис і коментарі). Доповідь ювілейного національного конгресу для відзначення сторіччя НТШ. «ЗНТШ», 1976, т. 192;
- Russia, the USSR, and Eastern Europe: A Bibliographic Guide to English Language Publications, 1981—1985. Littleton, 1987;
- The First Treaty of World War I. Ukraine’s Treaty with Central Powers of February 9, 1918. Boulder, 1988.